# Lustrační osvědčení
Lustrační osvědčení je dokument, který potvrzuje negativní výskyt určité osoby v databázích osob, které aktivně spolupracovaly s komunistickým režimem v Československu. Osvědčuje, zda lustrovaný byl, nebo nebyl příslušníkem Sboru národní bezpečnosti zařazeným ve složce Státní bezpečnosti a zda byl, nebo nebyl evidován v materiálech StB jako spolupracovník ve smyslu ustanovení § 2 odst. 1 písm. b) zákona č. 451/1991 Sb. Lustraci provádí Ministerstvo vnitra.

## Použití
Žádat může pouze každý sám za sebe. Zákonná lhůta pro vyřízení žádosti je 60 dnů ode dne přijetí žádosti obsahující veškeré náležitosti. Pokud má občan vykonávat funkci, k níž je lustrační osvědčení požadováno, může žádost podat organizace (je-li taxativně uvedena v § 1 zákona č. 451/1991 Sb.).
Osvědčení se vydává za účelem výkonu zákonem stanovených funkcí obsazovaných volbou, jmenováním nebo ustanovováním. Potvrzuje, zda lustrovaná osoba byla, či nebyla v období od 25. února 1948 do 17. listopadu 1989 spolupracovníkem komunistického režimu podle § 2 odst. 1 písm. b) zákona č. 451/1991 Sb. Od občanů narozených po 1. prosinci 1971 se nevyžaduje předložení lustračního osvědčení (ani se jim nevystavuje) ani čestné prohlášení, a to vzhledem k jejich nízkému věku v období stanoveném zákonem č. 451/1991 Sb.

## Historie
V roce 1991 byl ve snaze očistit veřejný prostor ve státní správě od osob spjatých s minulým režimem přijat zákon 451/1991 Sb. Zákon stanovil povinnost předložit lustrační osvědčení pro výkon některých funkcí a zastávání postů ve státní správě a v organizacích řízených státem.
V roce 2001 bylo zjištěno, že více než sto bývalých agentů Státní bezpečnosti dostalo neoprávněně do rukou potvrzení, že agenty nebyli. Ve všech případech šlo o agenty 3. správy Státní bezpečnosti, někdejší komunistické vojenské kontrarozvědky.
Mezi roky 2015 a 2022 byl zákon 451/1991 Sb. předmětem politického boje a byl šestkrát novelizován. Od vydání v roce 1991 byl k 1. lednu 2024 novelizován čtrnáctkrát.